# ウルスラ・アンダース
ウルスラ・アンダース（Ursula Anders, 1938年6月10日 - ）は、ドイツ出身のソプラノ歌手。
1956年からデトモルト音楽大学とハンブルク音楽院で声楽を学び、1958年からドイツ全土でオラトリオやコンサートの歌手として活動を始めた。1969年から翌年までオルフ研究所で打楽器を研究した。1970年から1975年までモーツァルテウム音楽院で声楽を教えた。その後、フリードリヒ・グルダと共に仕事をし、グルダから《オーパス・アンダース》と《ウルスラのための協奏曲》を献呈されている。1997年には自らの音楽事務所である「パラダイス・プロダクション」を設立した。

## 註
| スタブアイコン | サブスタブ | この項目は、まだ閲覧者の調べものの参照としては役立たない、人物に関連した書きかけの項目です。この項目を加筆・訂正などしてくださる協力者を求めています（P:人物伝/PJ:人物伝）。 |